# Pierre Moerlen
Pierre Moerlen (23. října 1952 Colmar – 3. května 2005 Štrasburk) byl francouzský bubeník a perkusionista, známý především jako člen skupiny Gong. Významně také spolupracoval s multiinstrumentalistou Mikem Oldfieldem.
Pierre Moerlen se narodil ve francouzském Colmaru jako třetí z celkem pěti potomků varhaníka Maurice Moerlena a jeho ženy, učitelky hudby. Všech pět Moerlenových dětí se od mala učilo hrát na hudební nástroje a všichni se později stali hudebníky. Pierrův mladší bratr, Benoit Moerlen, je také perkusionista (taktéž spolupracoval s Gongem a Mikem Oldfieldem).
Pierre Moerlen se naučil hrát na bicí nástroje ve Štrasburku pod vedením Jeana Batigneho, zakladatele Percussions de Strasbourg. Moerlen byl také členem dvou rockových a jazzrockových kapel, kde potkal Gabriela Federowa, pozdějšího kytaristu skupiny Magma.
V roce 1973 se Moerlen stal členem progressive rockové kapely Gong. Tentýž rok se poznal s Richardem Bransonem, majitelem hudebního vydavatelství Virgin Records, a souhlasil s nabídkou zahrát s Mikem Oldfieldem světovou premiéru jeho debutu Tubular Bells. Další člen Gongu, kytarista Steve Hillage, se koncertu rovněž zúčastnil. Mezi lety 1978 a 1987 pak Pierre Moerlen spolupracoval s Oldfieldem na jeho albech a rovněž hrál na několika jeho turné.
Členové skupiny Gong se neustále měnili, i Pierre Moerlen z kapely několikrát vystoupil a později se opětovně stal členem. V roce 1978, po rozpadu Gongu, založil Moerlen vlastní skupinu Pierre Moerlen's Gong, která na původní Gong navazovala. Moerlen také později spolupracoval s kapelami Magma a švédskou skupinou Tribute.
Pierre Moerlen zemřel náhle 3. května 2005 přirozenou smrtí.